# Titiotus californicus
Titiotus californicus är en spindelart som beskrevs av Simon 1897. Titiotus californicus ingår i släktet Titiotus och familjen Tengellidae. Inga underarter finns listade i Catalogue of Life.